# Live In Hamburg
A Live In Hamburg a Scooter 2010-ben megjelent koncertlemeze, mely audio CD-formátumban, DVD-n, és az együttes történetében először Blu-Ray-en is megjelent. A felvételek az Under The Radar Over The Top Tour hamburgi állomásán készültek.

## Audio CD
A zenei CD-változat 16 tracket tartalmaz. Ezek sorrendben a következők:
1. Intro / J´adore Hardcore
2. Posse (I Need You On The Floor) (2010-es verzió)
3. The Sound Above My Hair
4. Stuck On Replay (turnéverzió)
5. Jumping All Over The World
6. The Question Is What Is The Question?
7. Second Skin
8. Weekend!
9. Bit A Bad Boy
10. One (Always Hardcore)
11. Ti Sento
12. Jump That Rock (Whatever You Want)
13. Nessaja
14. How Much Is The Fish? (2008-as verzió)
15. Maria (I Like It Loud)
16. Endless Summer (2010-es verzió) / Hyper Hyper / Move Your Ass! (2010-es verzió)

Az iTunes rendszeren keresztül is letölthető változat három bónusz dalt is tartalmaz. Ezek a következők:
1. Clic Clac / Scarborough Reloaded
2. Fire
3. Fuck The Millennium

## DVD-kiadás
A DVD-lemezes változat közel két óra hosszú koncertfelvételt takar. A következő számok találhatóak meg rajta:
1. Intro / J´adore Hardcore
2. Posse (I Need You On The Floor) (2010-es verzió)
3. The Sound Above My Hair
4. Stuck On Replay (turnéverzió)
5. Jumping All Over The World
6. The Question Is What Is The Question?
7. Second Skin
8. Clic Clac / Scarborough Reloaded
9. Fire
10. Fuck The Millennium / Call Me Manana
11. Weekend!
12. Bit A Bad Boy
13. One (Always Hardcore)
14. Ti Sento
15. Jump That Rock (Whatever You Want)
16. Nessaja
17. How Much Is The Fish? (2008-as verzió)
18. Maria (I Like It Loud)
19. Endless Summer (2010-es verzió) / Hyper Hyper / Move Your Ass! (2010-es verzió)

## Blu-Ray változat
Ez a variáns 2 BD-lemezzel érkezik. Az elsőn a koncert látható HD-minőségben, míg a másodikon a Scooter eddigi összes klipje, valamint Sido-tól a "Beweg Dein Arsch!" videója, mindezek szintén HD-minőségben.
Nyolc videóklip, az életkor-besorolás miatt, eltérő, mint ahogy azt eddig láthattuk. Emellett érdekes új változatok is láthatóak:
- Stuck On Replay – a jégkorong-világbajnoksághoz kötődő jelenetek teljes egészében kimaradtak. Valószínűleg ez lett volna az eredeti klip.
- Jump That Rock! – cenzúráztak egy jelenetet
- And No Matches – német változat, kicsivel hosszabb
- Lass Uns Tanzen – Day Version
- Shake That! – cenzúrázatlan változat
- Jigga Jigga! – Porn Star verzió
- Weekend! – cenzúrázatlan klip
- Nessaja – cenzúrázott változat
- Posse (I Need You On The Floor) – hosszú változat

## Érdekességek
- Mindegyik változatról lemaradt egyetlen szerzemény: a "Where The Beats...". Ez utóbbi ugyanis módosított verzióban hangzott el a koncerten, melyben az eredeti refrént kicserélték a U2 "Where The Streets Have No Name" című dalából származóra. Azonban nem kapták meg a jogosultságot arra, hogy bármilyen hanghordozón terjesszék az új változatot, így végül ki kellett vágni az anyagból. 2017-ben a brit Clubland TV bemutatta az eredeti, vágatlan felvételt is a koncertről, így a közönség először itt hallhatta jó minőségben a számot.
- Ugyancsak szerzői jogi okokból kismértékben módosították az intrót a koncerten elhangzotthoz képest – ennek tudható be a visszafelé lejátszottnak hallatszó hangeffekt.